# Pavel Brioullo
Pavel Brioullo ou Paul Brioullo (en français : Paul Bruleau ; né en 1760 et mort le 1er janvier 1833) est un sculpteur et peintre russe d'origine française.
Académicien du premier degré en sculpture sur bois de l'Académie russe des Beaux-Arts et peintre miniaturiste, il est le père de Théodore Brioullov (Fiodor), Alexandre Brioullov et Karl Brioullov.

## Biographie

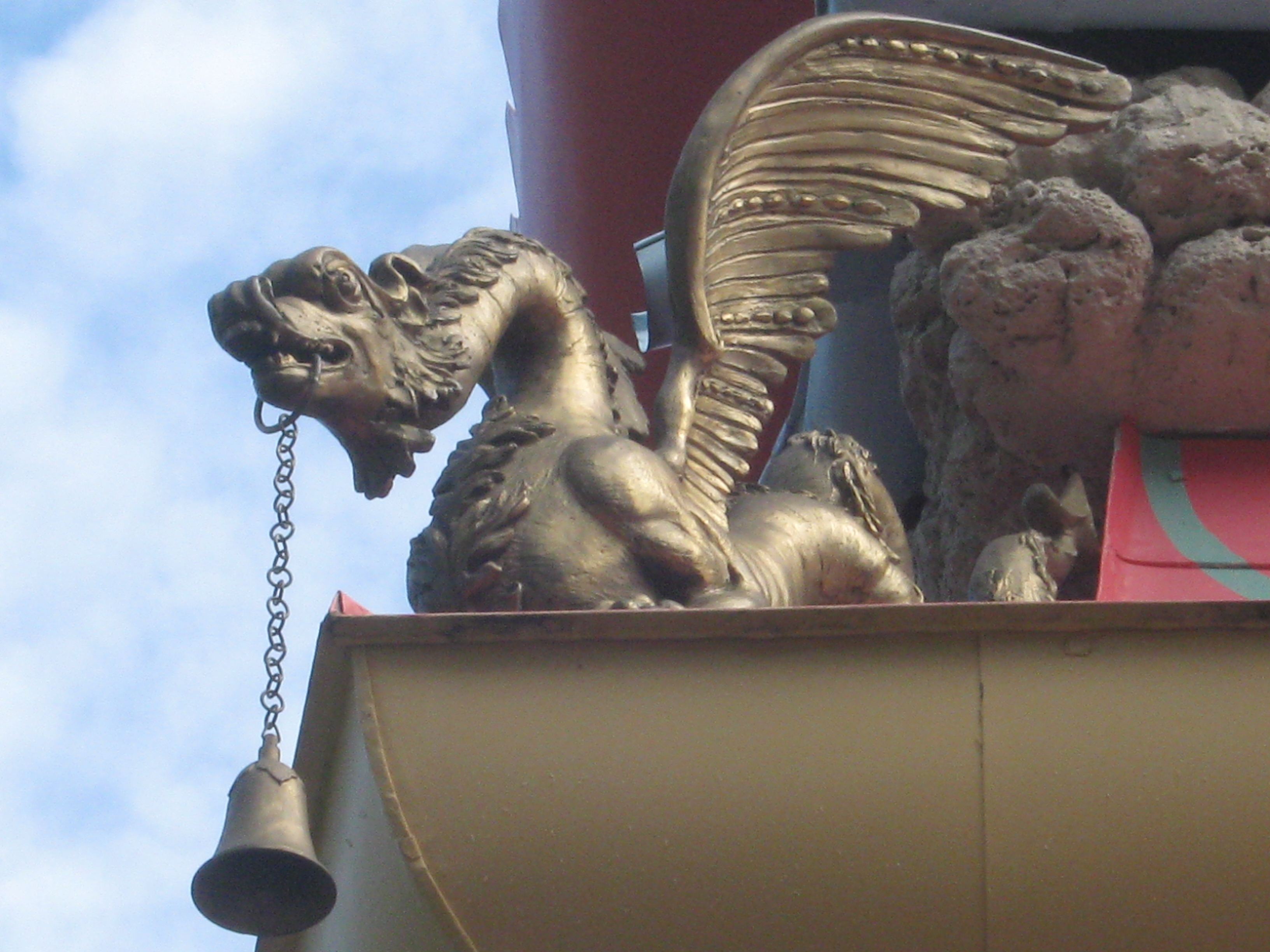
Dragon ornant le Le Pavillon Grinçant (1786), Tsarskoie Selo.

Les Bruleau sont une famille d'origine française, protestante (huguenote), qui après la révocation de l'Édit de Nantes (en 1685) s'est installée à Lunebourg en Allemagne. De là, Georges Bruleau part s'installer en Russie en 1773, accompagné de son fils cadet et de deux petits-enfants, de son fils aîné et de Paul Bruleau, qui a alors 13 ans. Leur nom est russifié en Brioullo. Ce dernier étudie avec son grand-père Georges et son oncle sous la direction duquel il obtient sa maîtrise. En octobre 1793, Pavel Brioullo est admis à l'Académie russe des Beaux-Arts où il obtient bientôt le titre d'académicien.
En octobre 1793, Pavel Brioullo est désigné comme professeur pour la formation de la classe de sculpture, de dorure, et de laquage de l'Académie des Beaux-Arts avec un salaire de deux cents roubles par an et un appartement de fonction.
L'année suivante, Brioullo reçoit le titre d'académicien en sculpture ornementale en bois pour les travaux qu'il a réalisés. En 1799, il quitte le service de l'Académie, mais se voit encore confier des travaux par celle-ci.

### Famille
Pavel Brioullo a été marié à deux reprises :
- avec sa première épouse, la jeune Krautvedel, il a eu un fils (Théodore Brioullov) ;
- de son second mariage avec Marie-Élisabeth Chreder sont nés quatre fils (Alexandre Brioullov, Karl Brioullov, Ivan et Pavel) et deux filles (Ioulia et Maria).

Alexandre Brioullov eut également un fils peintre dénommé également Pavel Brioullov (1840-1914).
L'atmosphère qui régnait dans la maison familiale était toute de travail ; Karl Brioullov a témoigné que son père ne restait jamais oisif et était toujours occupé. Tous ses enfants se sont tournés vers des carrières artistiques[réf. nécessaire].

Portraits de la famille Brioullov
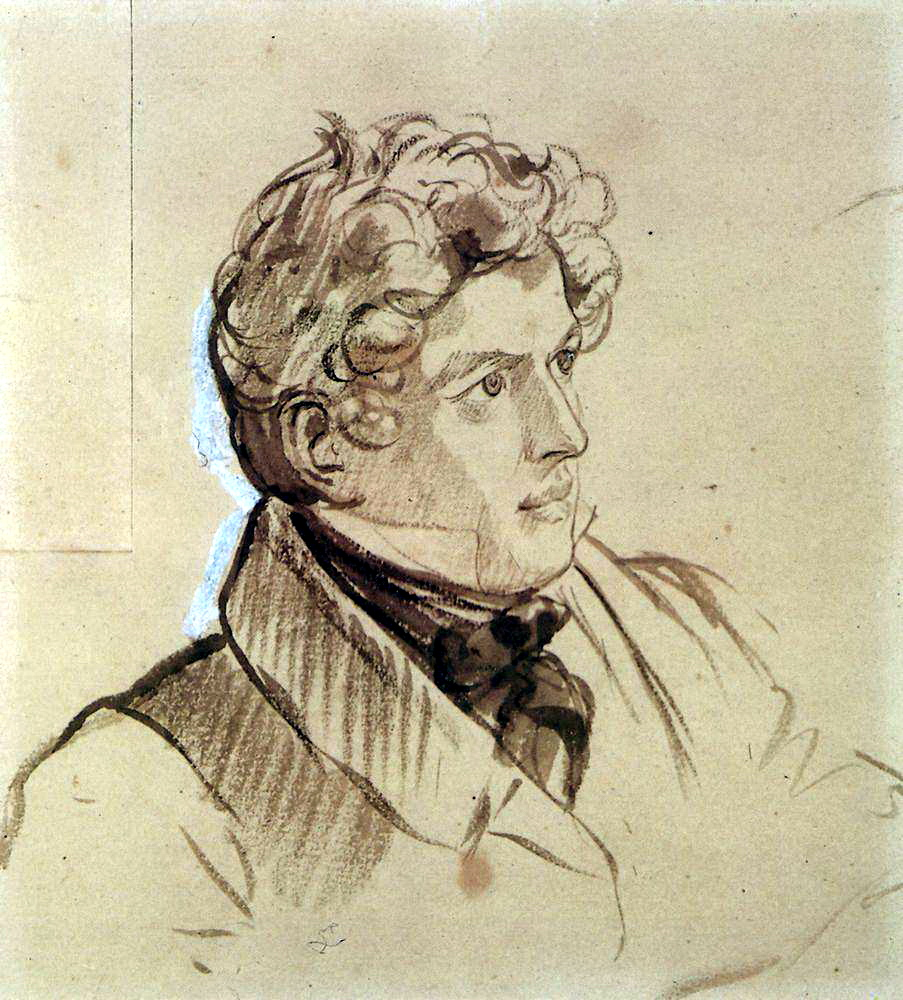
Karl Brioullov, Autoportrait (1830-1833), localisation inconnue.
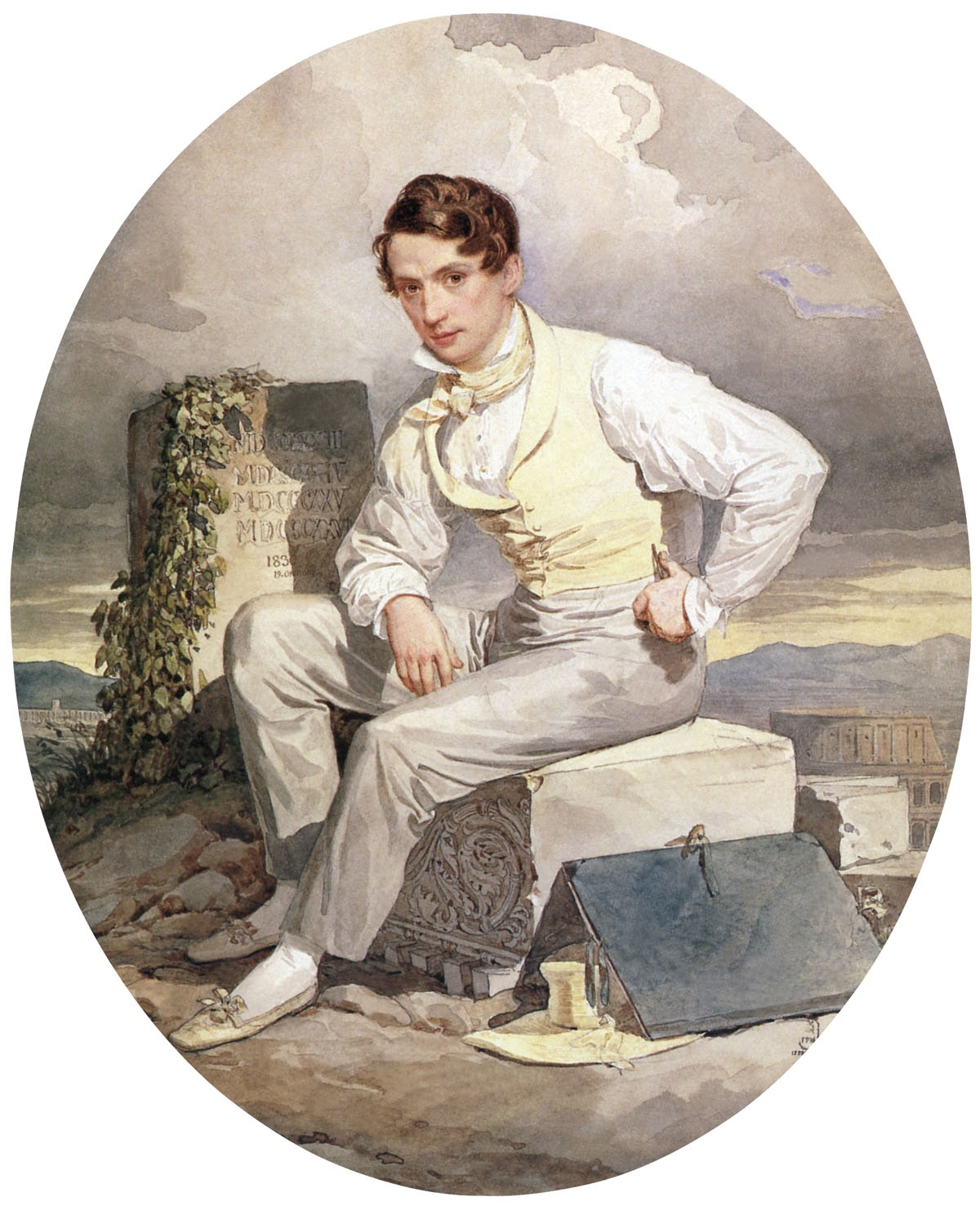
Alexandre Brioullov, Autoportrait (1830), Saint-Pétersbourg, Musée russe.

### Russification du nom français Bruleau
En 1822, les fils de Pavel Brioullo, Alexandre Brioullov et Karl Brioullov ont été invités à devenir pensionnaires de la Société impériale d'encouragement des beaux-arts pour une période de quatre ans. Le 16 août 1822, ils quittent Saint-Pétersbourg et partent d'abord en Allemagne, puis en 1823, en Italie où ils s'installent à Rome,,. Avant leur départ de Russie, le nom de famille des deux frères est officiellement modifié avec l'ajout des lettres cyrilliques « въ », soit v en alphabet latin et en français, et devient Brioullov au lieu de Brioullo.